# Cristian Tănase
Cristian Tănase (* 18. Februar 1987 in Pitești, Kreis Argeș) ist ein ehemaliger rumänischer Fußballspieler auf der Position eines Mittelfeldspielers.

## Karriere

### Verein

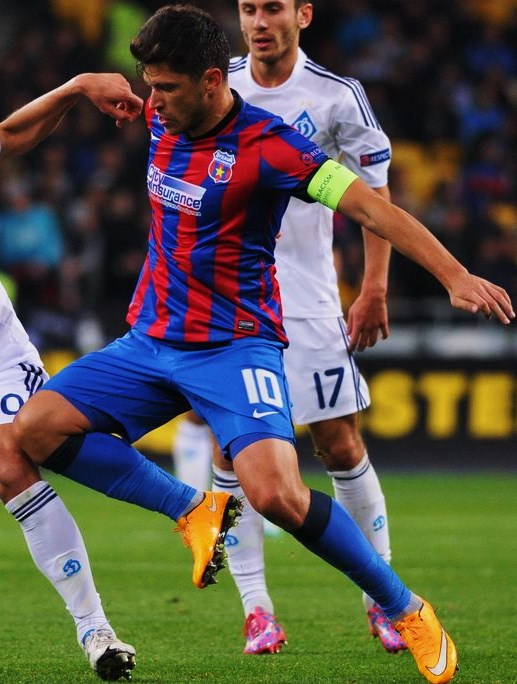
Tănase im Europa-League-Spiel gegen den Dynamo Kiew (2014)

Tănase begann seine Karriere bei seinem Jugendverein FC Argeș Pitești, wo er 2003 in die erste Mannschaft geholt wurde. In seiner ersten Saison wurde man Zehnter. Dieser Platz konnte im nächsten Jahr wiederholt werden. Im Frühjahr 2006 spielte er kurzfristig. leihweise beim damaligen Zweitligisten Dacia Mioveni, wo man Achter wurde. 2006/07 folgte der Abstieg mit Arges in die zweite Liga, was mit dem folgenden Wiederaufstieg wieder ausgemerzt wurde. 2008/09 wurde man Zehnter, jedoch musste der Verein aufgrund von Bestechungen von diversen Schiedsrichtern absteigen.
Nach diesem Skandal wechselte Tănase 2009 zu Steaua Bukarest. Im Steauadress gab er sein erstes Spiel auf europäischer Ebene. In der Europa League kam er beim Gruppenspiel der Gruppe H gegen den Vertreter aus Moldawien Sheriff Tiraspol in der 79. Minute für Romeo Surdu ins Spiel. Das Spiel endete 0:0. Mit dem Pokalsieg 2011 gewann er seinen ersten Titel. In der Saison 2012/13 gewann er seine erste Meisterschaft. Diesen Erfolg konnte er ein Jahr später wiederholen.
Nachdem er die Hinrunde der Saison 2015/16 beim chinesischen Verein Tianjin Teda verbracht hatte, wechselte er zur Rückrunde in die türkische Süper Lig zum zentralanatolischen Vertreter Sivasspor. Nachdem dieser Verein zum Saisonende den Klassenerhalt verfehlt hatte, wechselte Tănase zur nächsten Saison zum Ligarivalen Kardemir Karabükspor. Dort erreichte er in der Spielzeit 2016/17 den Klassenverbleib. In der darauffolgenden Saison stand sein Verein zur Saisonmitte am Tabellenende, als Tănase ein Angebot des FCSB Bukarest (ehemals Steaua Bukarest) annahm und nach Rumänien zurückkehrte. Im Sommer 2018 sollte er zu Eskişehirspor in die türkische zweite Liga wechseln. Dieser Transfer scheiterte in letzter Instanz, sodass Tănase im Januar 2019 stattdessen zum Ligakonkurrenten Giresunspor anheuerte.

### Nationalmannschaft

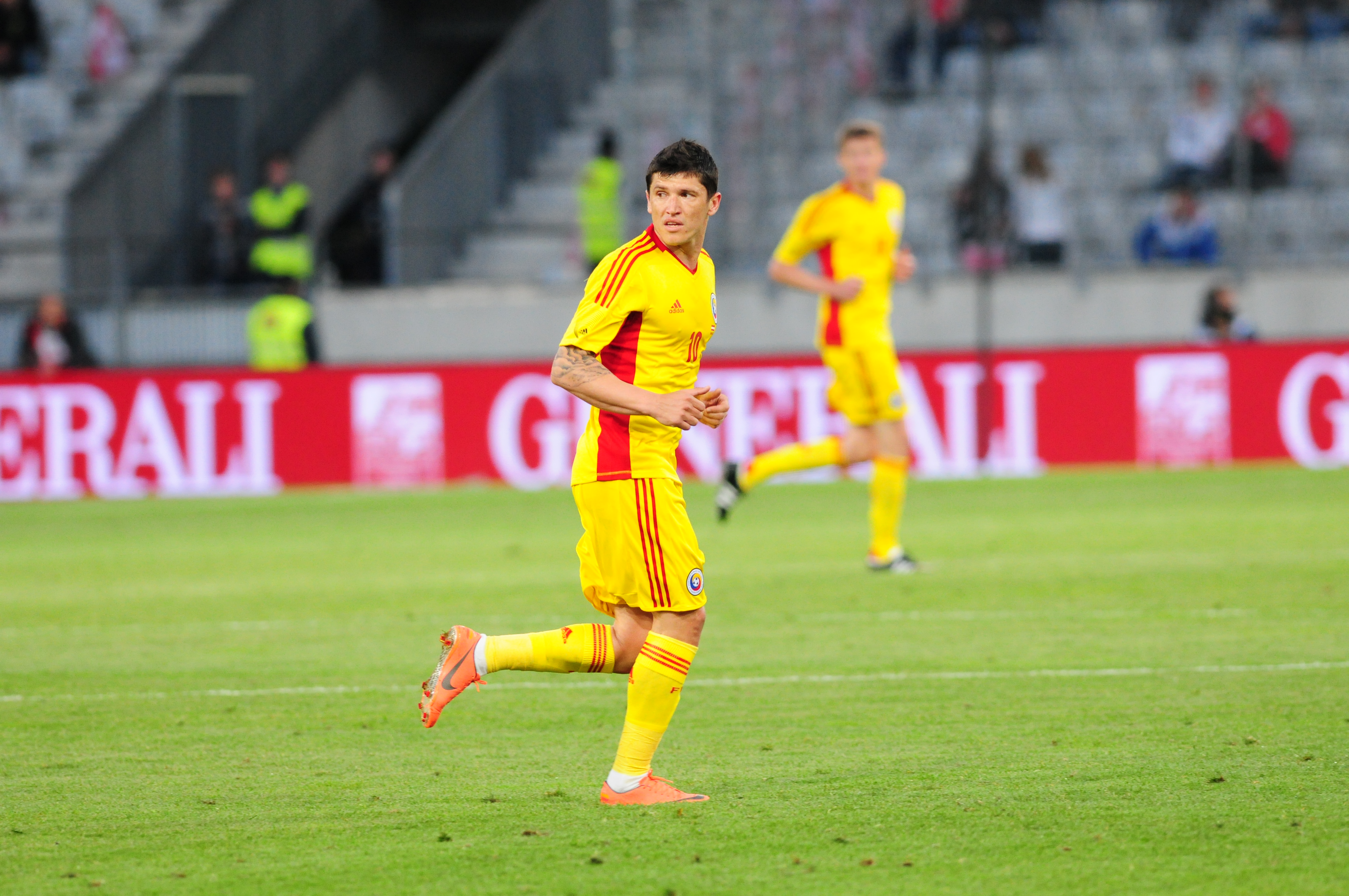
Tănase im Trikot der Nationalmannschaft (2012)

International spielte Tănase 41-mal für Rumänien und erzielte ein Tor. Sein Debüt gab er am 19. November 2008 gegen Georgien, als er zur Halbzeit eingewechselt wurde. Sein erstes Länderspieltor gelang dem Mittelfeldspieler gegen Österreich in Klagenfurt, als er bei der 1:2-Niederlage das 1:0 erzielte.

## Erfolge
- 3× Rumänischer Meister: 2013, 2014, 2015
- 2× Rumänischer Pokalsieger: 2011, 2015
- 1× Rumänischer Superpokalsieger: 2013
- 1× Rumänischer Ligapokalsieger: 2015
- Aufstieg in die Liga 1: 2008